# Bolshevik (Novokubansk, Krasnodar)
Bolshevik (del ruso: Большевик) es un jútor del raión de Novokubansk en el krai de Krasnodar de Rusia. Está situado en las llanuras de la orilla izquierda del río Kubán, 8 km al noroeste de Novokubansk y 151 km al este de Krasnodar. Tenía 458 habitantes en 2010.
Pertenece al municipio Verjnekubánskoye.

## Transporte
Por la localidad pasa la carretera federal M29 Cáucaso.